# پرلا هانی-هاردینه
پرلا هانی-هاردینه (انگلیسی: Perla Haney-Jardine؛ زادهٔ ۲ مهٔ ۱۹۹۷) یک هنرپیشه اهل ایالات متحده آمریکا است.
پدر او اسپانیولی‌زبان و یک کارگردان اهل ونزوئلا و مادرش، یک تهیه‌کننده آمریکایی است.

## گزیدهٔ فیلم‌شناسی
- استیو جابز (فیلم) (۲۰۱۵)
- آب و هوای آینده (۲۰۱۲)
- جنوا (۲۰۰۸)
- نایافتنی (۲۰۰۸)
- مرد عنکبوتی ۳ (۲۰۰۷)
- آب تیره (۲۰۰۵)
- بیل را بکش بخش ۲ (۲۰۰۴)